# Chanteur de playback
Pour les articles homonymes, voir Playback (homonymie).
Un chanteur de playback ou une chanteuse de playback est un chanteur ou une chanteuse dont la voix est pré-enregistrée pour une utilisation dans les films. Ils enregistrent des chansons pour des bandes son, sur lesquelles les acteurs ou actrices font de la synchronisation labiale ou du playback pour les caméras, tandis que le chanteur réel n'apparaît pas à l'écran.

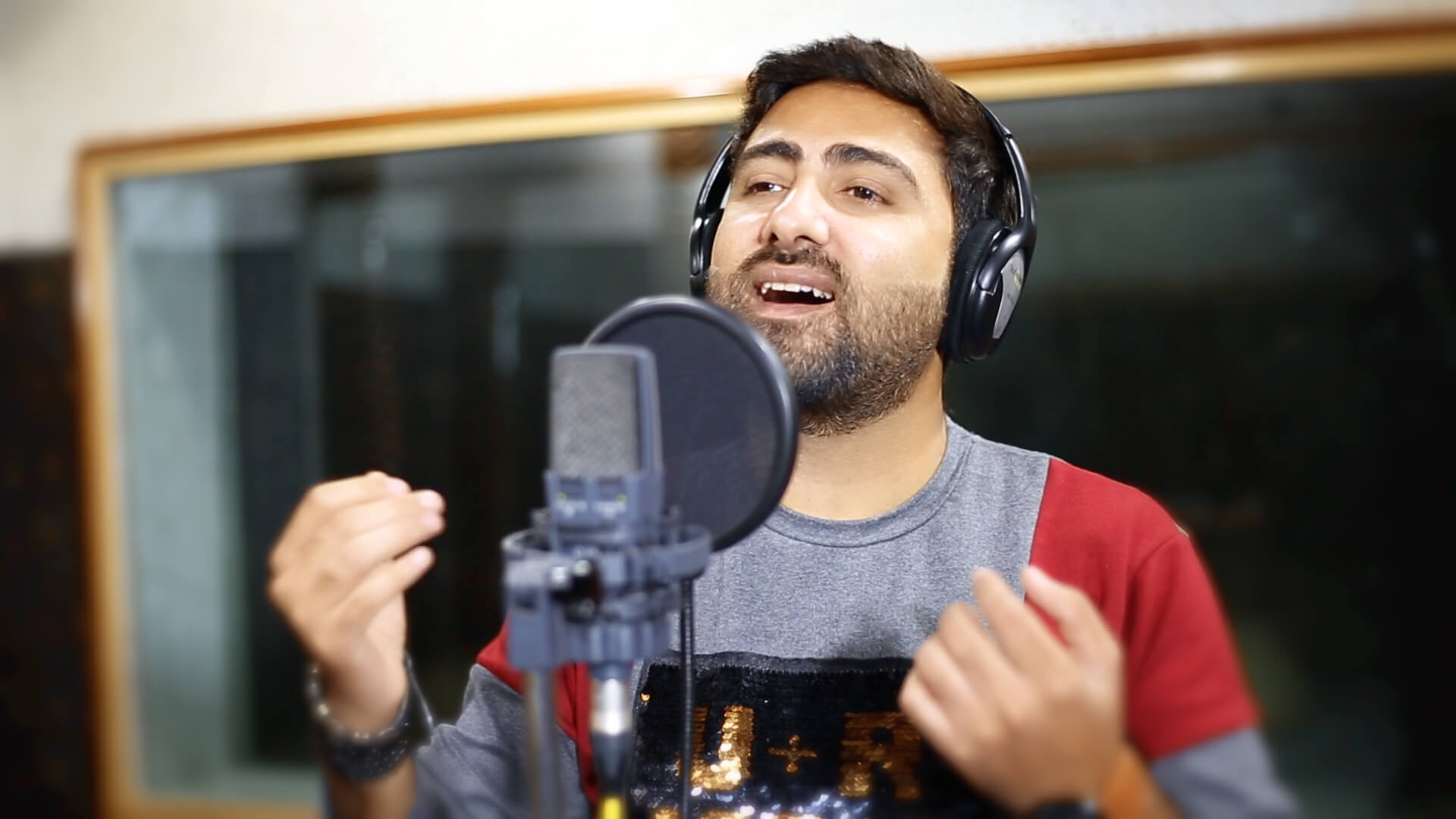
Un chanteur de playback au travail.

## Asie du Sud
Cette technique est très utilisée dans le cinéma du sous-continent indien.

## Hollywood
Cette technique n'est pas courante, on peut citer West Side Story.

## France
Un exemple dans un film français se trouve dans Les Parapluies de Cherbourg.